# Frans voetbalkampioenschap 1948/49
In 1948/49 werd het elfde professionele voetbalkampioenschap georganiseerd in Frankrijk.

## Eindstand
| Plaats | Club                   | Ptn | Wed | W  | G  | V  | DV  | DT | DS  | Opmerking                                  |
| ------ | ---------------------- | --- | --- | -- | -- | -- | --- | -- | --- | ------------------------------------------ |
| 1      | Stade de Reims         | 48  | 34  | 22 | 4  | 8  | 90  | 54 | +36 | Kampioen                                   |
| 2      | Lille OSC              | 47  | 34  | 21 | 5  | 8  | 102 | 40 | +62 |                                            |
| 3      | Olympique de Marseille | 42  | 34  | 18 | 6  | 10 | 95  | 58 | +37 |                                            |
| 4      | Stade Rennais UC       | 41  | 34  | 16 | 9  | 9  | 61  | 49 | +12 |                                            |
| 5      | FC Sochaux-Montbéliard | 38  | 34  | 16 | 6  | 12 | 74  | 52 | +22 |                                            |
| 6      | RC Paris               | 36  | 34  | 14 | 8  | 12 | 71  | 56 | +15 | (Winnaar Coupe de France)                  |
| 7      | OGC Nice               | 36  | 34  | 13 | 10 | 11 | 60  | 58 | +2  |                                            |
| 8      | AS Saint-Étienne       | 35  | 34  | 13 | 9  | 12 | 68  | 72 | -4  |                                            |
| 9      | Toulouse FC            | 34  | 34  | 16 | 2  | 16 | 56  | 53 | +3  |                                            |
| 10     | Stade Français FC      | 32  | 34  | 10 | 12 | 12 | 59  | 72 | -13 |                                            |
| 11     | SR Colmar              | 31  | 34  | 12 | 7  | 15 | 61  | 78 | -17 | Degradeerde omdat club de Profstatus opgaf |
| 12     | SO Montpellier         | 29  | 34  | 12 | 5  | 17 | 57  | 71 | -14 |                                            |
| 13     | FC Sète                | 29  | 34  | 10 | 9  | 15 | 34  | 58 | -24 |                                            |
| 14     | CO Roubaix-Tourcoing   | 29  | 34  | 11 | 7  | 16 | 55  | 89 | -34 |                                            |
| 15     | FC Nancy               | 28  | 34  | 11 | 6  | 17 | 53  | 69 | -16 |                                            |
| 16     | FC Metz                | 26  | 34  | 10 | 6  | 18 | 60  | 79 | -19 |                                            |
| 17     | RC Strasbourg          | 26  | 34  | 10 | 6  | 18 | 40  | 68 | -28 |                                            |
| 18     | AS Cannes              | 25  | 34  | 10 | 5  | 19 | 42  | 62 | -20 | Degradatie naar Division 2                 |

(Overwinning:2 ptn, gelijk:1 pt, verlies:0 ptn)
 

## Topschutters
| Plaats | Speler                  | Nat.                                | Club                   | Goals |
| ------ | ----------------------- | ----------------------------------- | ---------------------- | ----- |
| 1      | Jean Baratte            | Vlag van Frankrijk                  | Lille OSC              | 26    |
| -      | Jozef Humpal            | Vlag van Tsjechië                   | FC Sochaux-Montbéliard | 26    |
| 3      | Henri Baillot           | Vlag van Frankrijk                  | FC Metz                | 25    |
| 4      | Jean Grumellon          | Vlag van Frankrijk                  | Stade Rennais UC       | 24    |
| 5      | Pierre Bini             | Vlag van Frankrijk                  | Stade de Reims         | 22    |
| 6      | André Strappe           | Vlag van Frankrijk                  | Lille OSC              | 20    |
| 7      | Georges Moreel          | Vlag van Frankrijk                  | RC Paris               | 19    |
| 8      | Jean-Jacques Kretschmar | ?                                   | Roubaix-Tourcoing      | 18    |
| 9      | Marius Walter           | Vlag van Frankrijk                  | Lille OSC              | 17    |
| -      | René Bihel              | Vlag van Frankrijk                  | Olympique de Marseille | 17    |
| -      | Roger Quenolle          | Vlag van Frankrijk                  | RC Paris               | 17    |
| -      | Antoine Rodriguez       | Vlag van Frankrijk                  | AS Saint-Étienne       | 17    |
| 13     | Pierre Flamion          | Vlag van Frankrijk                  | Stade de Reims         | 16    |
| -      | Georges Sesia           | Vlag van Frankrijk                  | Stade Français         | 16    |
| -      | Henri Cammarata         | ?                                   | Toulouse FC            | 16    |
| 16     | Georges Dupraz          | ?                                   | SR Colmar              | 15    |
| -      | Thadée Cisowski         | Vlag van Frankrijk · Vlag van Polen | FC Metz                | 15    |
| -      | Léon Deladerrière       | Vlag van Frankrijk                  | FC Nancy               | 15    |

1932/33 · 1933/34 · 1934/35 · 1935/36 · 1936/37 · 1937/38 · 1938/39 · 1939/40 · 1940/41 · 1941/42 · 1942/43 · 1943/44 · 1944/45 · 1945/46 · 1946/47 · 1947/48 · 1948/49 · 1949/50 · 1950/51 · 1951/52 · 1952/53 · 1953/54 · 1954/55 · 1955/56 · 1956/57 · 1957/58 · 1958/59 · 1959/60 · 1960/61 · 1961/62 · 1962/63 · 1963/64 · 1964/65 · 1965/66 · 1966/67 · 1967/68 · 1968/69 · 1969/70 · 1970/71 · 1971/72 · 1972/73 · 1973/74 · 1974/75 · 1975/76 · 1976/77 · 1977/78 · 1978/79 · 1979/80 · 1980/81 · 1981/82 · 1982/83 · 1983/84 · 1984/85 · 1985/86 · 1986/87 · 1987/88 · 1988/89 · 1989/90 · 1990/91 · 1991/92 · 1992/93 · 1993/94 · 1994/95 · 1995/96 · 1996/97 · 1997/98 · 1998/99 · 1999/00 · 2000/01 · 2001/02 · 2002/03 · 2003/04 · 2004/05 · 2005/06 · 2006/07 · 2007/08 · 2008/09 · 2009/10 · 2010/11 · 2011/12 · 2012/13 · 2013/14 · 2014/15 · 2015/16 · 2016/17 · 2017/18 · 2018/19 · 2019/20 · 2020/21 · 2021/22 · 2022/23 · 2023/24 · 2024/25